# أولريش براون
أولريش براون (بالألمانية: Ulrich Braun)‏ (23 أغسطس 1941 بألمانيا - 4 يوليو 2023) هو لاعب كرة قدم ألماني في مركز الوسط. لعب مع أرمينيا بيليفيلد وشفارز فيس إسين وغوترسلوه 2000 ‏.

## وصلات خارجية
- أولريش براون على موقع قاعدة بيانات كرة القدم.إي يو (الإنجليزية)
- أولريش براون على موقع بيانات كرة القدم. دي إي (الألمانية)